# Clamiforídeos
Os clamiforídeos (nome científico: Chlamyphoridae), popularmente conhecidos como tatu e armadilho (em Portugal), são uma família de mamíferos da ordem Cingulata. Enquanto os gliptodontes têm sido considerados como grupo-basal de Cingulata, especulava-se que a família dasipodídeos podia ser parafilética, baseando-se em evidências morfológicas. Em 2016, uma análise do DNA mitocondrial de Doedicurus descobriu que o gênero era, de fato, grupo-irmão de um clado contendo as subfamílias dos clamiforíneos e tolipeutíneos. Por esta razão, todos os tatus, exceto os do gênero dásipo (Dasypus), foram realocados nesta nova família.

## Classificação
Família dos Clamiforídeos
- Subfamilia dos Clamiforíneos (Chlamyphorinae)
  - Gênero Calyptophractus
    - Calyptophractus retusus

  - Gênero Chlamyphorus
    - Chlamyphorus truncatus
- Subfamília dos Eufractíneos (Euphractinae)
  - Gênero Euphractus
    - Tatupeba, Euphractus sexcinctus

  - Gênero Zaedyus
    - Zaedyus pichiy

  - Gênero Chaetophractus
    - Chaetophractus vellerosus
    - Chaetophractus villosus
    - Chaetophractus nationi
- Subfamília dos Tolipeutíneos (Tolypeutinae)
  - Gênero Cabassous
    - Cabassous tatouay
    - Cabassous chacoensis
    - Cabassous centralis
    - Cabassous unicinctus

  - Gênero Priodontes
    - Tatu-canastra, Priodontes maximus

  - Gênero Tolypeutes
    - Mataco, Tolypeutes matacus
    - Tatu-bola-da-caatinga, Tolypeutes tricinctus